# フォービアン・バワーズ
フォービアン・バワーズ（Faubion Bowers, 1917年1月29日 - 1999年11月20日）はアメリカ合衆国の音楽家、軍人。「歌舞伎を救った男」と呼ばれてきたが、2000年代になってからそれを否定する研究が発表されている。

## 略歴等
チェロキー族の約164代の末裔としてアメリカ合衆国のオクラホマ州のマイアミに生まれる。ピアニストとしてジュリアード音楽院で音楽を学んだあと、1940年にインドネシアの音楽の研究のためにアジアへとわたる。途中、日本に立ち寄ると、東京で「寺と間違い歌舞伎座にはいって」しまう。そこで見た『仮名手本忠臣蔵』にいたく感動。1941年の日米開戦直前まで歌舞伎のために日本に滞在した。
1945年に太平洋戦争が終わり、日本がGHQの占領下に置かれると、バワーズはマッカーサーの副官（少佐）兼通訳として再来日した。当時のGHQは日本の軍国主義の原因は「フューダル・ロイヤルティ」（feudal loyalty; 封建的忠誠心）にあるとして、日本の伝統文化に対しては極めて否定的な政策を取ろうとした。「歌舞伎」は「封建的忠誠心」を賛美するものであり、「軍国主義」を助長してきたとして、GHQはそれを廃しようとした。それに対し、バワーズは反発。「歌舞伎は日本の文化のみならず世界の文化」と主張し、降格ともいえる歌舞伎担当官に就く。バワーズはGHQの幹部に歌舞伎を見せただけでなく、歌舞伎の公演の再開を主張。1947年（昭和22年）に『仮名手本忠臣蔵』が上演された。このとき、バワーズは出演者に「当時最高のもの」を希望し、公演を成功させた。さらにサンフランシスコ講和条約締結の年にはアメリカ公演を挙行、そのときには「切腹のない判官は歌舞伎ではない」と「ハラキリの演出」に待ったをかけた国務省を一蹴し、完全な『仮名手本忠臣蔵』の上演にこぎつけた。
これによって危機に瀕した「歌舞伎」は息を吹き返し、日本の伝統芸能の地位を保つに到った。
音楽家（研究家）としてはアレクサンドル・スクリャービンの伝記などを著している。

## 異説
以上の話にはバワーズ自身の誇張や思い違いが多く、バワーズの上司であったアール・アーンスト(Earle Ernst)らの功績を歪曲していたことが、2000年代に発表された日米の研究（参考文献：Brandon、浜野）で明らかになっている。実際には、歌舞伎班はアーンストを長に8人編成の部隊であり、検閲作業に関しては全員で当たっていた。自分だけが「歌舞伎の救世主」であると自ら喧伝し、アーンストら他の人員はナチのようにふるまっていたと嘘を連ねるパワーズに対して、アーンストは「法的手段を講じることも辞さない」と怒りをあらわにしたうえで、「彼のエゴイズムよりも、歴史の事実が曲げられることを懸念する」と書いている。マッカーサーの副官という触れ込みも嘘で、本当はボナー・フェラーズ准将の部下（通訳）で、正しい肩書きは「総司令官付軍事秘書官（Military Secretary）」である。1960年に行われた本格的なアメリカでの歌舞伎上演、いわゆる渡米歌舞伎に際して、二代目市川猿之助を降ろすように迫って配役にまで口出しし、松竹と対立している。河原崎国太郎は次のように自伝に書いている。「この人（バワーズ）を歌舞伎再生の恩人だと、一部の知識人が口にしますが、わたしは、とんでもないと思っています。自分に対して頭をさげてくる役者を、ひいきのような扱いをしたりしました。」
谷川建司はこれに対して、1999年にバワーズに3時間のインタビューを行い、1947年に「忠臣蔵」が上演されたのはバワーズの功績であると反論を加えている。